# Montalbán (khu tự quản)
Montalbán là một khu tự quản thuộc bang Carabobo, Venezuela. Thủ phủ của khu tự quản Montalbán đóng tại Montalban. Khự tự quản Montalbán có diện tích 107 km2, dân số theo điều tra dân số ngày 21 tháng 10 năm 2001 là 20166 người.